# Vatica brevipes
Vatica brevipes är en tvåhjärtbladig växtart som beskrevs av Peter Shaw Ashton. Vatica brevipes ingår i släktet Vatica och familjen Dipterocarpaceae. Inga underarter finns listade i Catalogue of Life.